# Ivica Kostelić
Ivica Kostelić (ur. 23 listopada 1979 w Zagrzebiu) – chorwacki narciarz alpejski, czterokrotny wicemistrz olimpijski, trzykrotny medalista mistrzostw świata i zdobywca Pucharu Świata w roku 2011, a także zapalony żeglarz morski.

## Kariera
Po raz pierwszy na arenie międzynarodowej Ivica Kostelić pojawił się 16 grudnia 1994 roku w zawodach FIS Race w Zermatt, gdzie zajął 114. miejsce w gigancie. W lutym 1997 roku brał udział mistrzostwach świata juniorów w Schladming, gdzie jego najlepszym wynikiem było dziesiąte miejsce w slalomie. Chorwat nie startował wcześniej, ani później na imprezach tego cyklu. W zawodach Pucharu Świata zadebiutował 25 października 1998 roku w Sölden, gdzie nie ukończył rywalizacji w slalomie gigancie. W 1999 roku wziął udział w mistrzostwach świata w Vail, gdzie w swoim jedynym starcie, supergigancie, zajął 32. miejsce. Pierwsze pucharowe punkty wywalczył 11 grudnia 2000 roku w Sestriere, zajmując 21. miejsce w slalomie. W sezonie 2000/2001 punktował jeszcze dwukrotnie i ostatecznie zajął 107. miejsce w klasyfikacji generalnej.
Pierwszy sukces osiągnął na początku sezonu 2001/2002, 25 listopada 2001 roku w Aspen, gdzie zwyciężył w zawodach Pucharu Świata w slalomie. W kolejnych zawodach tego sezonu jeszcze pięciokrotnie stawał na podium: 13 stycznia w Wengen i 9 marca 2002 roku w Altenmarkt zwyciężał w slalomie, 6 stycznia w Adelboden był drugi, a 22 grudnia 2001 roku w Kranjskiej Gorze i 22 stycznia 2002 roku w Schladming zajmował trzecie miejsce w tej samej konkurencji. Wyniki te pozwoliły mu na zdobycie małej kryształowej kuli w klasyfikacji slalomu oraz zajęcie siódmego miejsca w klasyfikacji generalnej. W lutym 2002 roku wystąpił na igrzyskach olimpijskich w Salt Lake City, gdzie był dziewiąty w gigancie, a slalomu nie ukończył. W kolejnym sezonie uzyskiwał podobne wyniki, czterokrotnie stając na podium zawodów PŚ. Ponownie odniósł trzy zwycięstwa: 16 grudnia 2002 w Sestriere, 12 stycznia w Bormio i 5 stycznia 2003 w Kranjskiej Gorze zwyciężał w slalomie. W klasyfikacji generalnej ponownie był siódmy, jednak tym razem w klasyfikacji slalomu był drugi za Finem Kalle Palanderem. Zdobył ponadto złoty medal w swej koronnej konkurencji podczas mistrzostw świata w Santk Moritz. Wyprzedził wtedy bezpośrednio Szwajcara Silvana Zurbriggena oraz Włocha Giorgio Roccę.
Przez kolejne cztery sezony Kostelić nie plasował się w czołowej dziesiątce klasyfikacji końcowej. W tym czasie łącznie sześć razy stawał na podium, w tym 15 grudnia 2003 roku w Madonna di Campiglio wygrał slalom, a 10 grudnia 2006 roku w Reiteralm był najlepszy w superkombinacji. Najlepiej wypadł w sezonie 2006/2007, kiedy w klasyfikacji generalnej zajął 25. miejsce, a w klasyfikacji kombinacji był trzeci za Norwegiem Akselem Lundem Svindalem i Szwajcarem Markiem Berthodem. Z mistrzostw świata w Bormio w 2005 roku oraz rozgrywanych dwa lata później mistrzostw świata w Åre wrócił bez medalu, zajął za to drugie miejsce w kombinacji na igrzyskach olimpijskich w Turynie. Rozdzielił tam na podium Teda Ligety’ego z USA oraz Austriaka Rainera Schönfeldera. Na tych samych igrzyskach był też szósty w slalomie, a w supergigancie zajął 31. miejsce. W sezonie 2007/2008 sześciokrotnie stawał na podium, jednak nie odniósł zwycięstwa. W klasyfikacji generalnej był piąty, w klasyfikacji slalomu szósty, a w kombinacji drugi, ulegając tylko Bode Millerowi z USA.
Na najwyższy stopień podium Chorwat powrócił 22 grudnia 2008 roku w Alta Badia, zwyciężając w zawodach PŚ w slalomie. Ponadto jeszcze pięć razy znalazł się w najlepszej trójce: 6 stycznia 2009 roku w Zagrzebiu był drugi, 18 stycznia w Wengen i 27 stycznia 2009 w Schladming był trzeci w slalomie, a 25 stycznia 2009 w Kitzbühel był drugi w kombinacji. Na koniec sezonu był czwarty w klasyfikacji generalnej i kombinacji oraz drugi w klasyfikacji slalomu, ulegając tylko Jean-Baptiste’owi Grange’owi z Francji. Na mistrzostwach świata w Val d’Isère w 2009 roku został zgłoszony tylko do supergiganta, jednak ostatecznie nie wystartował. Na rozgrywanych rok później igrzyskach olimpijskich w Vancouver zdobył dwa srebrne medale. W slalomie wyprzedził go tylko Włoch Giuliano Razzoli, a w superkombinacji lepszy był jedynie Bode Miller. W zawodach pucharowych pięć razy stawał na podium, w tym 17 stycznia 2010 roku w Wengen wygrał slalom, a tydzień później w Kitzbühel był najlepszy w kombinacji. W klasyfikacji końcowej był piąty, w slalomie czwarty, a w kombinacji trzeci.
Najlepsze wyniki osiągał w sezonie 2010/2011, kiedy sięgnął po Kryształową Kulę za zwycięstwo w klasyfikacji generalnej oraz po mniejsze trofea za wygrane w klasyfikacjach superkombinacji i slalomu. Był też trzeci w klasyfikacji supergiganta, przegrywając tylko ze Szwajcarem Didierem Cuche i Austriakiem Georgiem Streitbergerem. Dziesięciokrotnie stawał na podium, w tym siedem razy zwyciężał: 2 stycznia w Monachium, 9 stycznia w Adelboden i 16 stycznia w Wengen był najlepszy w slalomie, 21 stycznia w Kitzbühel wygrał supergiganta, a 14 stycznia w Wengen, 23 stycznia w Kitzbühel i 30 stycznia w Chamonix zwyciężał w superkombinacji. Sukcesy te nie przełożyły się jednak na wyniki podczas mistrzostw świata w Garmisch-Partenkirchen w lutym 2011 roku. Kostelić zdobył tam tylko jeden medal – w supergigancie był trzeci za Włochem Christofem Innerhoferem i Austriakiem Hannesem Reicheltem. Wysoką formę prezentował także w kolejnym sezonie, dziewięciokrotnie plasując się na podium. Zwycięstwa odnosił: 8 grudnia w Beaver Creek, 21 grudnia we Flachau i 15 stycznia w Wengen w slalomie oraz 13 stycznia w Wengen, 22 stycznia w Kitzbühel i 12 lutego w Soczi w superkombinacji. Nie wystarczyło to jednak, by stanąć na podium klasyfikacji końcowej, w której Kostelić był ostatecznie czwarty. Wygrał za to klasyfikację kombinacji, a w klasyfikacji slalomu był drugi za Marcelem Hirscherem.
Kolejny medal wywalczył na mistrzostwach świata w Schladming, gdzie zajął drugie miejsce w superkombinacji. Rozdzielił tam Teda Ligety’ego i Romeda Baumanna z Austrii. Na tych samych mistrzostwach był też między innymi piąty w slalomie. W zawodach pucharowych pięciokrotnie znajdował się na podium, przy tym 27 stycznia w Kitzbühel wygrał superkombinację, a 10 marca 2013 roku w Kranjskiej Gorze był najlepszy w slalomie. Na koniec sezonu 2012/2013 był pierwszy w klasyfikacji kombinacji, trzeci w slalomie oraz piąty w klasyfikacji generalnej. Rok później tylko dwa razy znalazł się w czołowej dziesiątce zawodów PŚ, jego najlepszym wynikiem było czwarte miejsce wywalczone 17 listopada 2013 roku w Levi w slalomie. Sezon ten zakończył ostatecznie na 42. miejscu w klasyfikacji generalnej. W połowie lutego 2014 roku startował na igrzyskach olimpijskich w Soczi, gdzie zdobył srebrny medal w superkombinacji. Przegrał tylko z Sandro Vilettą ze Szwajcarii, a wyprzedził bezpośrednio Christofa Innerhofera. Na tych samych igrzyskach był też między innymi dziewiąty w slalomie.
Jego siostra Janica Kostelić, również uprawiała narciarstwo alpejskie.

## Osiągnięcia

### Igrzyska olimpijskie
| Miejsce | Dzień     | Rok  | Miejscowość     | Konkurencja     | Czas biegu | Strata | Zwycięzca           |
| ------- | --------- | ---- | --------------- | --------------- | ---------- | ------ | ------------------- |
| 9.      | 21 lutego | 2002 | Park City       | Gigant          | 2:23,28    | +1,64  | Stephan Eberharter  |
| DNF2    | 23 lutego | 2002 | Deer Valley     | Slalom          | 1:41,06    | –      | Jean-Pierre Vidal   |
| 2.      | 14 lutego | 2006 | Sestriere       | Kombinacja      | 3:09,35    | +0,53  | Ted Ligety          |
| 31.     | 16 lutego | 2006 | Sestriere       | Supergigant     | 1:30,65    | +2,88  | Kjetil Andre Aamodt |
| 6.      | 25 lutego | 2006 | Sestriere       | Slalom          | 1:43,14    | +1,31  | Benjamin Raich      |
| 18.     | 15 lutego | 2010 | Whistler        | Zjazd           | 1:54,31    | +1,18  | Didier Défago       |
| 16.     | 19 lutego | 2010 | Whistler        | Supergigant     | 1:30,34    | +1,13  | Aksel Lund Svindal  |
| 2.      | 21 lutego | 2010 | Whistler        | Superkombinacja | 2:44,92    | +0,33  | Bode Miller         |
| 7.      | 23 lutego | 2010 | Whistler        | Gigant          | 2:37,83    | +1,05  | Carlo Janka         |
| 2.      | 27 lutego | 2010 | Whistler        | Slalom          | 1:39,32    | +0,16  | Giuliano Razzoli    |
| 2.      | 14 lutego | 2014 | Krasnaja Polana | Superkombinacja | 2:45,20    | +0,34  | Sandro Viletta      |
| 24.     | 16 lutego | 2014 | Krasnaja Polana | Supergigant     | 1:18,14    | +2,05  | Kjetil Jansrud      |
| 27.     | 19 lutego | 2014 | Krasnaja Polana | Gigant          | 2:45,29    | +4,39  | Ted Ligety          |
| 9.      | 22 lutego | 2014 | Krasnaja Polana | Slalom          | 1:41,84    | +2,27  | Mario Matt          |

### Mistrzostwa świata
| Miejsce | Dzień     | Rok  | Miejscowość       | Konkurencja     | Czas biegu | Strata | Zwycięzca            |
| ------- | --------- | ---- | ----------------- | --------------- | ---------- | ------ | -------------------- |
| 32.     | 2 lutego  | 1999 | Vail/Beaver Creek | Supergigant     | 1:17,80    | +3,27  | Lasse Kjus           |
| DNF1.   | 12 lutego | 2003 | St. Moritz        | Gigant          | 2:45,93    | –      | Bode Miller          |
| 1.      | 16 lutego | 2003 | St. Moritz        | Slalom          | 1:40,66    | –      | –                    |
| DNF1.   | 12 lutego | 2005 | Bormio            | Slalom          | 1:41,34    | –      | Benjamin Raich       |
| 12.     | 8 lutego  | 2007 | Åre               | Superkombinacja | 2:30,39    | +1,40  | Daniel Albrecht      |
| DSQ1.   | 14 lutego | 2007 | Åre               | Gigant          | 2:19,64    | –      | Aksel Lund Svindal   |
| DNF2.   | 17 lutego | 2007 | Åre               | Slalom          | 1:57,33    | –      | Mario Matt           |
| DNS.    | 4 lutego  | 2009 | Val d’Isère       | Supergigant     | 1:19,41    | –      | Didier Cuche         |
| 3.      | 9 lutego  | 2011 | Ga-Pa             | Supergigant     | 1.39,03    | +0,72  | Christof Innerhofer  |
| 13.     | 18 lutego | 2011 | Ga-Pa             | Gigant          | 2:11,90    | +1,34  | Ted Ligety           |
| 8.      | 20 lutego | 2011 | Ga-Pa             | Slalom          | 1:42,88    | +1,16  | Jean-Baptiste Grange |
| 28.     | 6 lutego  | 2013 | Schladming        | Supergigant     | 1:23,96    | +2,93  | Ted Ligety           |
| 20.     | 9 lutego  | 2013 | Schladming        | Zjazd           | 2:01,32    | +2,93  | Aksel Lund Svindal   |
| 2.      | 11 lutego | 2013 | Schladming        | Superkombinacja | 2:56,96    | +1,15  | Ted Ligety           |
| 25.     | 15 lutego | 2013 | Schladming        | Gigant          | 2:34,72    | +5,80  | Ted Ligety           |
| 5.      | 17 lutego | 2013 | Schladming        | Slalom          | 1:51,03    | +1,12  | Marcel Hirscher      |
| DNF1.   | 5 lutego  | 2015 | Vail/Beaver Creek | Supergigant     | 1:15,68    | –      | Hannes Reichelt      |
| 12.     | 8 lutego  | 2015 | Vail/Beaver Creek | Superkombinacja | 2:36,10    | +1,05  | Marcel Hirscher      |
| 15.     | 15 lutego | 2015 | Vail/Beaver Creek | Slalom          | 1:57,47    | +3,40  | Jean-Baptiste Grange |
| 38.     | 19 lutego | 2017 | St. Moritz        | Slalom          | 1:34,75    | +7,95  | Marcel Hirscher      |

### Mistrzostwa świata juniorów
| Miejsce | Dzień     | Rok  | Miejscowość | Konkurencja | Czas biegu | Strata     | Zwycięzca       |
| ------- | --------- | ---- | ----------- | ----------- | ---------- | ---------- | --------------- |
| 14.     | 26 lutego | 1997 | Schladming  | Zjazd       | 1:32,21    | +1,53      | Matteo Berbenni |
| 16.     | 27 lutego | 1997 | Schladming  | Supergigant | 1:14,96    | +1,03      | Martin Stocker  |
| 22.     | 28 lutego | 1997 | Schladming  | Gigant      | 2:00,57    | +7,30      | Benjamin Raich  |
| 10.     | 1 marca   | 1997 | Schladming  | Slalom      | 1:34,80    | +5,08      | Mitja Dragšič   |
| 3.      | 1 marca   | 1997 | Schladming  | Kombinacja  | 48,87 pkt  | +49,11 pkt | Markus Larsson  |

### Puchar Świata

#### Miejsca w klasyfikacji generalnej
- sezon 2000/2001: 107.
- sezon 2001/2002: 7.
- sezon 2002/2003: 7.
- sezon 2003/2004: 34.
- sezon 2004/2005: 31.
- sezon 2005/2006: 40.
- sezon 2006/2007: 25.
- sezon 2007/2008: 6.
- sezon 2008/2009: 4.
- sezon 2009/2010: 5.
- sezon 2010/2011: 1.
- sezon 2011/2012: 4.
- sezon 2012/2013: 5.
- sezon 2013/2014: 42.
- sezon 2014/2015: 50.
- sezon 2015/2016: 104.
- sezon 2016/2017: 139.

#### Zwycięstwa w zawodach
1. Aspen – 25 listopada 2001 (slalom)
2. Wengen – 13 stycznia 2002 (slalom)
3. Flachau – 9 marca 2002 (slalom)
4. Sestriere – 16 grudnia 2002 (slalom)
5. Kranjska Gora – 5 stycznia 2003 (slalom)
6. Bormio – 12 stycznia 2003 (slalom)
7. Madonna di Campiglio – 15 grudnia 2003 (slalom)
8. Reiteralm – 10 grudnia 2006 (superkombinacja)
9. Alta Badia – 22 grudnia 2008 (slalom)
10. Wengen – 17 stycznia 2010 (slalom)
11. Kitzbühel – 23-24 stycznia 2010 (kombinacja)
12. Monachium – 2 stycznia 2011 (slalom równoległy)
13. Adelboden – 9 stycznia 2011 (slalom)
14. Wengen – 14 stycznia 2011 (superkombinacja)
15. Wengen – 16 stycznia 2011 (slalom)
16. Kitzbühel – 21 stycznia 2011 (supergigant)
17. Kitzbühel – 22-23 stycznia 2011 (kombinacja)
18. Chamonix – 30 stycznia 2011 (superkombinacja)
19. Beaver Creek – 8 grudnia 2011 (slalom)
20. Flachau – 21 grudnia 2011 (slalom)
21. Wengen – 13 stycznia 2012 (superkombinacja)
22. Wengen – 15 stycznia 2012 (slalom)
23. Kitzbühel – 22 stycznia 2012 (kombinacja)
24. Soczi – 12 lutego 2012 (superkombinacja)
25. Kitzbühel – 27 stycznia 2013 (kombinacja)
26. Kranjska Gora – 10 marca 2013 (slalom)

#### Pozostałe miejsca na podium w zawodach
1. Kranjska Gora – 22 grudnia 2001 (slalom) – 3. miejsce
2. Adelboden – 6 stycznia 2002 (slalom) – 2. miejsce
3. Schladming – 22 stycznia 2002 (slalom) – 3. miejsce
4. Wengen – 19 stycznia 2003 (slalom) – 3. miejsce
5. Wengen – 18 stycznia 2004 (slalom) – 3. miejsce
6. Wengen – 16 stycznia 2005 (slalom) – 2. miejsce
7. Kitzbühel – 23 stycznia 2005 (slalom) – 3. miejsce
8. Alta Badia – 18 grudnia 2006 (slalom) – 3. miejsce
9. Kitzbühel – 20 stycznia 2008 (kombinacja) – 3. miejsce
10. Chamonix – 27 stycznia 2008 (superkombinacja) – 2. miejsce
11. Val d’Isère – 3 lutego 2008 (superkombinacja) – 2. miejsce
12. Garmisch-Partenkirchen – 9 lutego 2008 (slalom) – 3. miejsce
13. Zagrzeb – 17 lutego 2008 (slalom) – 2. miejsce
14. Kranjska Gora – 9 marca 2008 (slalom) – 2. miejsce
15. Alta Badia – 21 grudnia 2008 (gigant) – 2. miejsce
16. Zagrzeb – 6 stycznia 2009 (slalom) – 2. miejsce
17. Wengen – 18 stycznia 2009 (slalom) – 3. miejsce
18. Kitzbühel – 25 stycznia 2009 (kombinacja) – 2. miejsce
19. Schladming – 27 stycznia 2009 (slalom) – 3. miejsce
20. Levi – 15 listopada 2009 (slalom) – 2. miejsce
21. Adelboden – 10 stycznia 2010 (slalom) – 3. miejsce
22. Garmisch-Partenkirchen – 11 marca 2010 (supergigant) – 2. miejsce
23. Levi – 14 listopada 2010 (slalom) – 3. miejsce
24. Zagrzeb – 6 stycznia 2011 (slalom) – 2. miejsce
25. Kitzbühel – 23 stycznia 2011 (slalom) – 2. miejsce
26. Zagrzeb – 5 stycznia 2012 (slalom) – 3. miejsce
27. Adelboden – 8 stycznia 2012 (slalom) – 2. miejsce
28. Kitzbühel – 22 stycznia 2012 (slalom) – 3. miejsce
29. Wengen – 18 stycznia 2013 (superkombinacja) – 2. miejsce
30. Wengen – 20 stycznia 2013 (slalom) – 3. miejsce
31. Kitzbühel – 27 stycznia 2013 (slalom) – 3. miejsce
32. Moskwa – 29 stycznia 2013 (slalom równoległy) – 3. miejsce
33. Lenzerheide – 17 marca 2013 (slalom) – 3. miejsce
34. Wengen – 16 stycznia 2015 (superkombinacja) – 3. miejsce

- W sumie (26 zwycięstw, 15 drugich i 19 trzecich miejsc).